# Lámpara de plasma

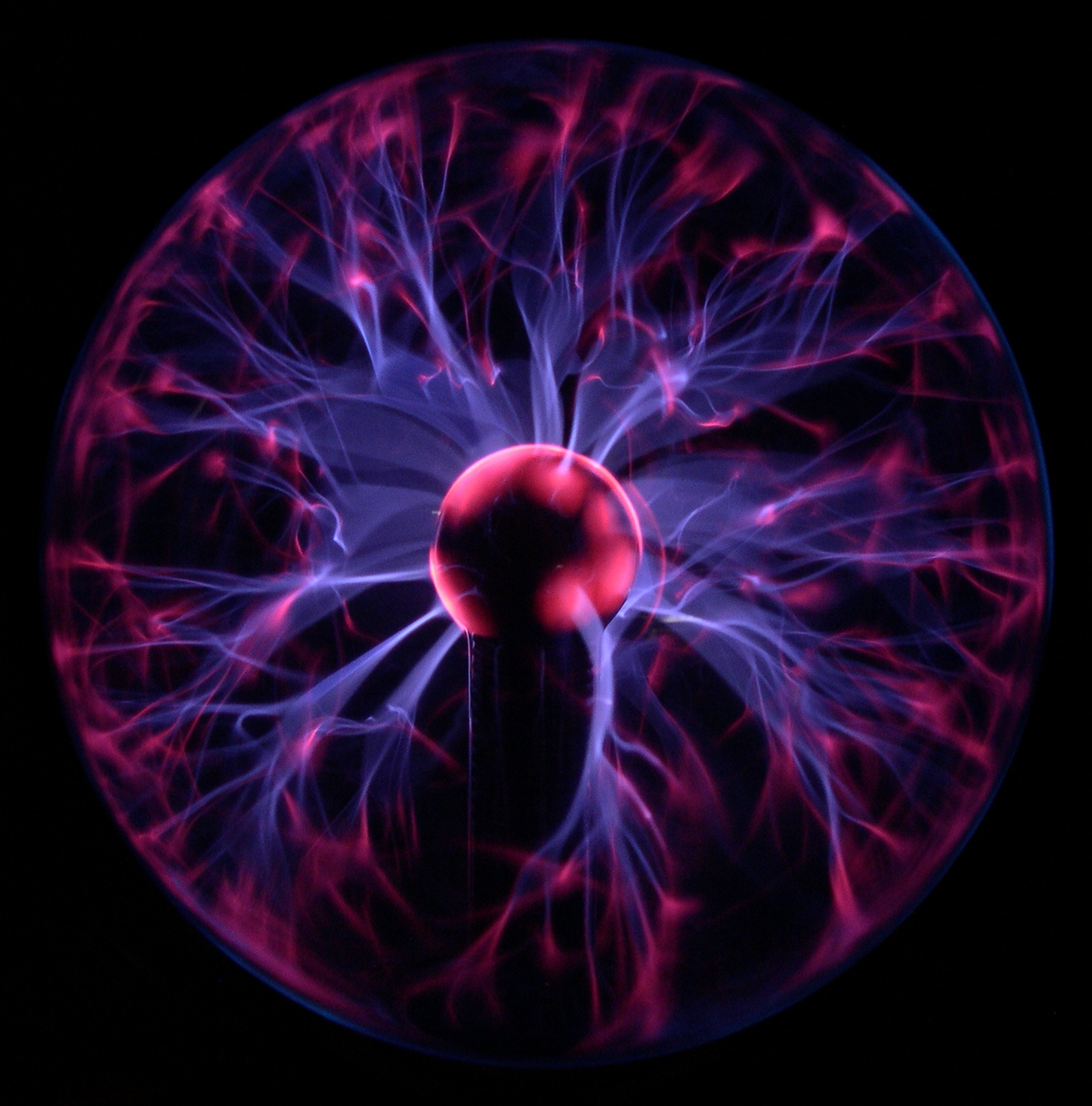
Lámpara de plasma.

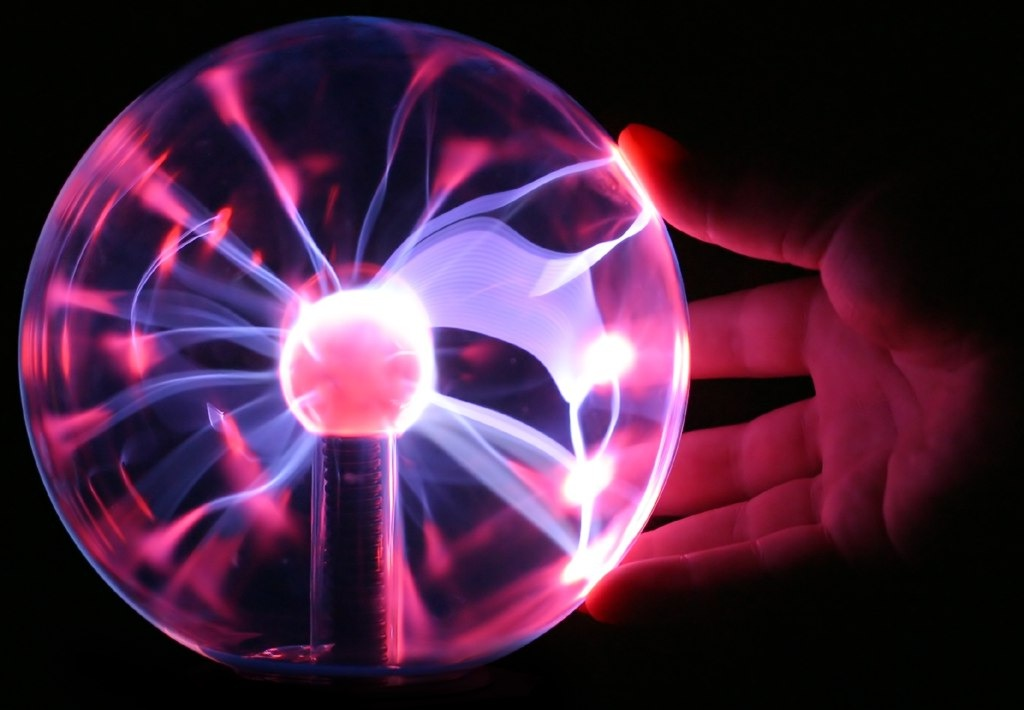
Efecto que produce un objeto conductor (como una mano) al ser aproximado al cristal de la lámpara de plasma.

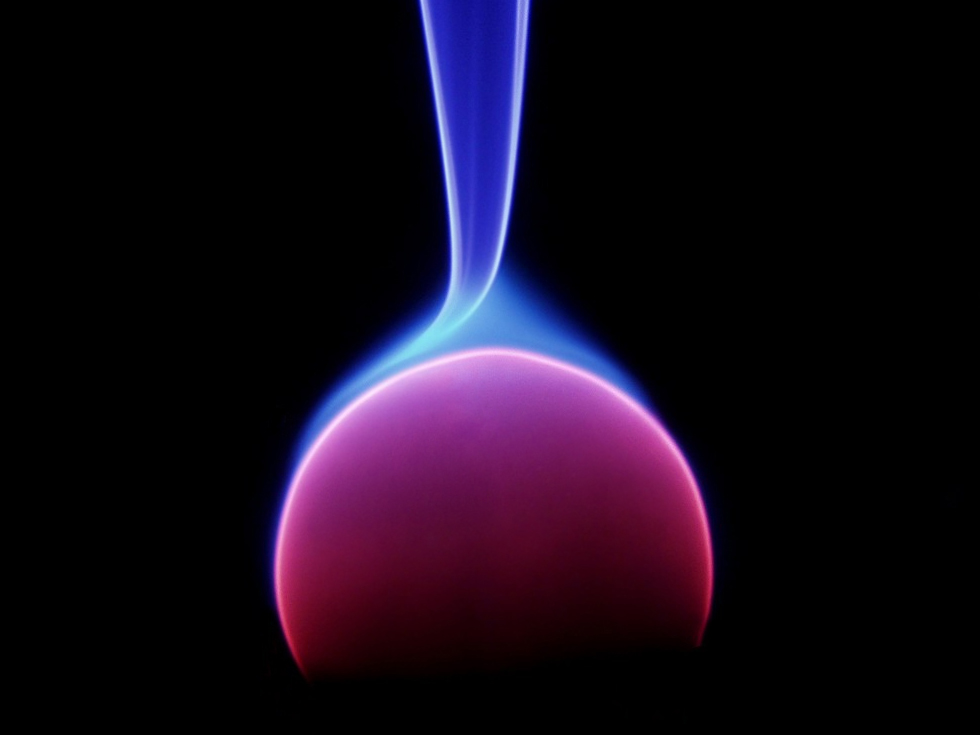
Electrodo central de una lámpara de plasma.

Una lámpara de plasma (también llamada "bola de plasma" o "esfera de plasma") es un objeto que alcanzó su popularidad en los años 1980. Fue inventada por Nikola Tesla tras su experimentación con corrientes de alta frecuencia en un tubo de cristal vacío con el propósito de investigar el fenómeno del alto voltaje. Tesla llamó a este invento Inert Gas Discharge Tube.

## Descripción
Las lámparas de plasma están disponibles en multitud de formas, siendo unas de las más frecuentes esferas y cilindros. Aunque haya muchas variaciones en su forma, una lámpara de plasma es por lo general una esfera de cristal transparente, llena de una mezcla de varios gases a baja presión, (gases como el argón, el xenón y el criptón), y conducida por corriente alterna de alta frecuencia (aprox. 35 kHz), y alto voltaje (aprox. de 3 KV a 50 KV), generada por un transformador de alta tensión o una bobina de Tesla en miniatura. Un orbe más pequeño en su centro sirve como un electrodo. Emite "serpientes de luz ultravioleta" (en realidad, gas ionizado) que se extienden desde el electrodo interior hasta las paredes de la esfera de cristal, dando una apariencia similar a múltiples y constantes relámpagos coloreados.
La colocación de una mano cerca del cristal altera el campo eléctrico de alta frecuencia, causando un rayo de mayor grosor dentro de la esfera en dirección al punto de contacto. Cuando se acerca cualquier objeto conductor a la esfera se produce una corriente eléctrica; esto puede generar cortocircuitos, como el cristal no bloquea el flujo de corriente cuando están implicadas altas frecuencias, actúa como el dieléctrico en un condensador eléctrico formado entre el gas ionizado y, en este caso, la mano de la persona.

## Peligros
Colocar dispositivos electrónicos cerca de la lámpara de plasma puede calentar el vidrio. El alto voltaje y frecuencia al que funcionan éstas lámparas pueden interferir con el funcionamiento correcto de dispositivos a varios metros de proximidad, tales como ordenadores portátiles, reproductores digitales de audio, y otros dispositivos similares y también interferir con otras señales de radiofrecuencia como teléfonos inalámbricos o redes Wifi.
Después de unos minutos de encendido constante, cerca de la esfera de cristal suele acumularse ozono en pequeñas cantidades al ionizar el oxígeno próximo a la superficie del cristal. Éste se acumula de manera más acelerada si se coloca una mano o un objeto metálico sobre el cristal y al forrar con papel de aluminio arrugado. Al acercar el dedo a 1 cm saltan chispas púrpuras debido a la diferencia de potencial recibiendo una ligera descarga eléctrica no mortal (debido a la alta frecuencia).

## Historia
En la patente estadounidense 514,170 ("Incandescent Electric Light", 6 de febrero de 1894), Nikola Tesla describe una lámpara de plasma. Esta patente es de una de las primeras lámparas de alta intensidad. Tesla tomó un tipo de esfera incandescente con el elemento conductor suspendido y le aplicó alto voltaje, creando así la descarga. Más tarde, Tesla llamaría a su invención "Inert Gas Discharge Tube".
El popular producto que se vende actualmente en todo el mundo fue inventado por el artista Bill Parker mientras era estudiante en el MIT. Más tarde lo desarrolló cuando era artista residente del Exploratium science museum. La tecnología necesaria para hacer las mezclas precisas de gases de las esferas de plasma actuales, especialmente los gases raros de alta pureza, no estaba a disposición de Tesla. Para crear los vivos colores, la gama de movimientos y los complejos patrones que aparecen en las lámparas de plasma actuales se usan estas mezclas de gas, formas de cristal variadas y circuitos integrados, y todos fueron desarrollados y patentados por Bill Parker entre los años 1980 y 1990. Las lámparas típicamente contienen xenón, kriptón o neón, aunque también pueden usarse otros gases.

## Usos
Las lámparas de plasma se emplean principalmente con fin lúdico y decorativo, como curiosidades o juguetes por sus efectos de luz únicos y los "trucos" que pueden ser realizados sobre ellas moviendo las manos alrededor. También podrían formar parte del equipo de laboratorio de una escuela con objetivos de demostración. Por lo general no se emplean para iluminación.
Además, las lámparas de plasma y sus variaciones han sido empleadas como apoyos y fuentes para efectos especiales de programas de televisión de ciencia ficción. Por ejemplo, aparecen como parte de la tecnología Borg en Star Trek: la nueva generación y aparecen en la apertura de los episodios de Expediente X.